# Таормина, Шейла
Шейла Кристин Таормина (англ. Sheila Taormina; род. 18 марта 1969 года, Ливония, Мичиган) — американская спортсменка. Специализируется в плавании вольным стилем на дистанции 200 метров.
Обладательница золотой медали наряду со всей командой США в эстафете 4×200 метров среди женщин на Олимпийских играх в 1996 в Атланте.
Переключилась на триатлон и финишировала 6-й на Олимпийских играх 2000 года.
В 2005 года она занялась Современным пятиборьём и стала 19-й на Олимпийских играх 2008 года.
Таормина проводит тренировки в Университете Джорджии.